# Samsun 19 mei-stadion
Het Samsun 19 mei-stadion (Turks: Samsun 19 Mayıs Stadyumu) is een multifunctioneel stadion in de Turkse stad Samsun. Het is de thuisbasis van voetbalclub Samsunspor. Het stadion werd geopend in 2017 en biedt plaats aan maximaal 33.919 toeschouwers.

## Geschiedenis
Het stadion draagt dezelfde naam als het vorige stadion van Samsunspor, al stond dat stadion wel op een andere plek in de stad. Het nieuwe stadion is buiten het stadscentrum gebouwd, in de buitenwijk Tekkeköy. Het ontwerp van het stadion is gedaan door architect Bahadir Kul, maar zijn ontwerp kwam door een te hoog kostenplaatje uiteindelijk niet volledig uit de verf. De bouw begon in augustus 2013. Aan de zuidkant van het stadion is de tribune lager en is er meer glas om meer zoninval te genereren. In 2017 werd in het stadion de Turkse bekerfinale gehouden.

## Interlands
Het Turks voetbalelftal speelde in 2023 voor het eerst in het stadion.
| 1 | 19 juni 2023    | Turkije – Wales      | 2 – 0 | EK 2024 kwalificatie    | 28.766 |
| 2 | 11 oktober 2024 | Turkije – Montenegro | 1 – 0 | UEFA Nations League (B) | 28.829 |

Ali Sami Yen Spor Kompleksi (Galatasaray) ·
Antalyastadion (Antalyaspor) ·
Atatürk Olympisch Stadion (Fatih Karagümrük) · 
Başakşehir Fatih Terimstadion (Başakşehir) · 
Beşiktaş Park (Beşiktaş) · Çotanak Spor Kompleksi (Giresunspor) · 
Eryamanstadion (Ankaragücü) ·
Esenyurt Necmi Kadıoğlustadion (Istanbulspor) · 
Gaziantepstadion (Gaziantep) ·
Kadir Hasstadion (Kayserispor) ·
Kırbıyık Holdingstadion (Alanyaspor) ·
Konya Büyükşehir Belediyestadion (Konyaspor) ·
Nieuw Adanastadion (Adana Demirspor) · 
Nieuw Hataystadion (Hatayspor) ·
Nieuw Sivas 4 september-stadion (Sivasspor) ·
Recep Tayyip Erdoğanstadion (Kasımpaşa) ·
Şenol Güneşstadion (Trabzonspor) ·
Şükrü Saracoğlustadion (Fenerbahçe) ·
Ümraniye Gemeentelijk stadion (Ümraniyespor)
Alsancak Mustafa Denizlistadion (Altay) ·
Aktepestadion (Keçiörengücü) · 
Bandırma 17 september-stadion (Bandırmaspor) ·
Bodrum İlçestadion (Bodrumspor) ·
Bolu Atatürkstadion (Boluspor) · 
Bornova Aziz Kocaoğlustadion (Altınordu) ·
Çaykur Didistadion (Çaykur Rizespor) ·
Denizli Atatürkstadion (Denizlispor) ·
Eryamanstadion (Gençlerbirliği) ·
Eyüpstadion (Eyüpspor) ·
Gürsel Akselstadion (Göztepe) ·
Kazım Karabekirstadion (Erzurumspor) · 
Manisa 19 mei-stadion (Manisa) ·
Nieuw Adanastadion (Adanaspor) · 
Nieuw Malatyastadion (Yeni Malatyaspor) · 
Nieuw Sakaryastadion (Sakaryaspor) ·
Pendikstadion (Pendikspor) ·
Samsun 19 mei-stadion (Samsunspor) ·
Tuzla Belediyestadion (Tuzlaspor)
Balıkesir Atatürkstadion (Balıkesirspor) ·
Bursa Büyükşehir Belediyestadion (Bursaspor) · 
Nieuw Eskişehirstadion (Eskişehirspor) ·
Osmanlıstadion (Ankaraspor) · 
Spor Toto Akhisarstadion (Akhisar Belediyespor)